# ズオン・チュオン・ティエン・リー

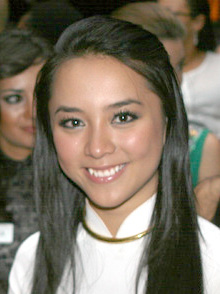
ズオン・チュオン・ティエン・リー

ズオン・チュオン・ティエン・リー（ベトナム語: Dương Trương Thiên Lý、漢字：楊張天璃、1989年6月10日 ‐ ）は、ベトナムのドンタップ省出身のミス・ワールド2008出場者。2008年にミス・ユニバース・ベトナムでは2位で優勝はならなかったものの同年のミス・ベトナムで優勝を果たしたTrần Thị Thùy Dungが高校を卒業していなかったために国際大会への出場を認められず、代わりに南アフリカのヨハネスブルクで開催されたミス・ワールド2008にはベトナム代表として出場することになった。彼女は準決勝に進むことができなかったもののピープルズ・チョイス賞を受賞した。